# Tatort: Häschen in der Grube
Häschen in der Grube ist ein Fernsehfilm aus der Krimireihe Tatort. Der vom Bayerischen Rundfunk produzierte Beitrag wurde am 23. November 2008 im Ersten Programm der ARD erstgesendet. Es ist die 712. Tatort-Folge und der 51. Fall, den Ivo Batic (Miroslav Nemec) und Franz Leitmayr (Udo Wachtveitl) zu lösen haben. Bei einem Mordfall tun sich menschliche Abgründe auf, und die Moral im medizinischen Sektor, wo nicht einmal vor illegalen Medikamentenversuchen an unschuldigen Kindern haltgemacht wird, bleibt völlig auf der Strecke.

## Handlung
Die „Stiftung Kinderhilfe“ der Ärzte Prof. Dr. Ansgar Frey und Dr. Martin Jahnn leistet seit einigen Jahren medizinische Hilfe in den Kriegsgebieten Afghanistans. Durch sie sind unter anderen auch die drei leukämiekranken Mädchen Salima, Mariam und Shaheda vor zwei Jahren aus Afghanistan zu ausgewählten Pflegefamilien nach München gekommen. Der gutbezahlte Pflegschaftsvertrag sieht vor, dass die Kinder ausschließlich in der „Hellerhof-Privatklinik“ bei Prof. Frey und Dr. Jahnn behandelt werden. Salimas Pflegevater Werner Hübner teilt bei einer Versammlung der Pflegeeltern dem Geschäftsführer Eugen mit, dass er Selima in eine andere Klinik bringen werde. Seiner Meinung nach gehe es ihr seit dem Beginn ihrer Behandlung immer schlechter. Kurz darauf wird Werner Hübners Leiche in unmittelbarer Nähe der Klinik an der Tierparkbrücke aufgefunden. Da es eindeutige Spuren eines Kampfes gibt, ermitteln die Kriminalhauptkommissare Batic und Leitmayr zusammen mit Dr. Katharina Jung, einer Lehrerin an der Polizeiakademie, die Praxiserfahrungen sammeln will – aber keine große Hilfe ist. Die Vermutung liegt nahe, dass der Streit, den Hübner in der Klinik vom Zaun gebrochen hat, etwas mit seinem Tod zu tun haben könnte. Bei den Recherchen wird klar, dass Werner Hübner mit seiner Aktion den Börsengang, den die Klinik mit ihrem neu entwickelten Medikament „Sineleuk 651“ vorhatte, gefährdet hat. Und es stellt sich heraus, dass die Kinder gar keine Kriegswaisen sind, sondern dass Jahnn und Frey sie regelrecht gekauft haben. So hatte Salima ursprünglich auch gar keine Leukämie, sondern wurde in der „Hellerhof-Privatklinik“ systematisch krankgemacht, um dann eine Gesundung auf das neue Präparat projizieren zu können.
Mit der Drohung, Salima der Klinik und dem unverantwortlichen Zugriff der Ärzte zu entziehen, wäre der Pflegschaftsvertrag hinfällig geworden. Der Familie Hübner, die auch zwei leibliche Kinder hat, würden dadurch 3000 Euro im Monatsbudget gefehlt haben, was bei ihrem Lebensstil nicht zu verkraften gewesen wäre. Darüber geriet Anne Hübner mit ihrem Mann auf dem Heimweg von der Klinik in einen so heftigen Streit, dass er den Hang hinunterstürzte und starb.

## Hintergrund
Die Episode wurde unter dem Arbeitstitel Versuchskaninchen vom 27. Mai bis zum 27. Juni 2008 in München und der Umgebung von München gedreht. Der Titel dieser Tatortfolge ergab sich aus dem Arbeitstitel und einem Text im Film, so hatte der Pflegevater in ein Tagebuch über Salima geschrieben: „Armes Häschen macht man krank, bis es nicht mehr hüpfen kann.“
Mehrmals ist im Film zu erkennen, wie die Figuren laut Mundbewegungen "Afghanistan" sagen, die Stellen wurden jedoch mit unverfänglichen Worten wie "Heimatland" nachsynchronisiert. Was der Grund für die Textänderung war, ist unklar.

## Rezeption

### Kritik
TV Spielfilm fasste seine Kritik kurz und prägnant zusammen:

„Ein Krimi, der mehr berührt als mitreißt“

Kathrin Buchner schrieb im Stern: „Regisseurin Dagmar Knöpfel vertraut nicht so sehr auf die Kraft von Bildern und Gesten, sie lässt viel reden in diesem 'Tatort', macht etliche nicht ganz verständliche Nebenstränge auf wie die ständige Filmerei des adeligen Klassenkameraden von Hübner-Sohn René“.

### Einschaltquoten
Die Erstausstrahlung von Häschen in der Grube am 23. November 2008 wurde in Deutschland von 8,87 Millionen Zuschauern gesehen und erreichte einen Marktanteil von 24,3 % für Das Erste.